# 川南町立唐瀬原中学校
川南町立唐瀬原中学校（かわみなみちょうりつ からせばるちゅうがっこう）は、宮崎県児湯郡川南町大字川南にある公立中学校。

## 概要
- 生徒数約290名
- 学級数12個（通常学級9、特別支援学級3）
- 職員数28名

（20214月1日現在）

## 学区
川南小学校通学区域の一部、東小学校通学区域、山本小学校通学区域

## 交通
- 宮崎交通バス 「新茶屋」バス停より徒歩約5分。

## 行事
４月　入学式
５月　生徒総会
６月　修学旅行
９月　体育大会
１２月　持久走
２月　立志のつどい

３月　卒業式

## 生徒会活動・部活動など
- 男子バスケットボール部
- 女子バスケットボール部
- 女子バレーボール部
- サッカー部
- 野球部
- ソフトボール
- ソフトテニス部
- 柔道部
- 剣道部
- 男子卓球部
- 吹奏楽部